# الفتوحات الإسلامية (مسلسل)
الفتوحات الإسلامية، هو مسلسل إسلامي مصري، صدر سنة 1981.

## قصة
تدور أحداث المسلسل حول فتوحات الرسول (ص) للبلاد، من خلال إطار تاريخي يستعرض لنا كيف نُشر الإسلام في هذه البلاد، حيث اقتنع بعضها بالإسلام، بينما بلاد أخرى رفضته وحاربته.. وتنسج لنا أحداث المسلسل كيف نشر الرسول (ص) الإسلام في العالم كله بطرق متباينة، سواء باللين والكلمة الطيبة، أو بالحرب إذا ما استدعت الأمور.

## فريق العمل

### بطولة
| - حمزة الشيمي: عمرو بن العاص - عادل المهيلمي: خالد بن الوليد - محي الدين عبد المحسن: القعقاع بن عمرو التميمي - عثمان عبد المعطي: المثنى بن حارثة الشيباني - سميرة محسن - مدحت مرسي: ابن عرفطة - فادية عبد الغني: نائلة - فايق عزب: أبو محجن الثقفي - شوقي شامخ - حمدي غيث: هرقل - سناء مظهر: مارتينا - سمير حسني: روماس - فاروق الفيشاوي: ثيودور تريثوريوس - سامي طموم: أرطبون - إبراهيم عبد الرازق: رستم - شاكر عبد اللطيف: يزدجرد - إلهام شاهين: شاهيناز - نادية السبع: الكاهنة - أنور إسماعيل: المقوقس - مي عبد النبي: أرمانوسة - تيسير فهمي: رباب - محمد عناني:أبو الجعيد - جمال إسماعيل: مسيلمة الكذاب | - زكي عبد المجيد: بهمن جاذويه - السيد منير - علي قاعود - راوية صالح - أمان محيى الدين - جليلة محمود - فتحي إبراهيم - جبرة عبد المنعم - أحمد راضي - رأفت فهيم - أبو الفتوح عمارة - سهام فتحي - حافظ أمين - عاطف شعبان - عبد الله محمد عبد الله - كريمة الشريف - مراد سليمان - سلوى محمود - عبد البديع العربي - إنعام الجريتلي - بثينة حسن - فاروق عيطه - مرسي الحطاب | - إبراهيم يسري - محمد الحموي - عبد الوهاب خليل - عمر ناجي - أنور رستم:جالينوس - محمود العراقي - يسري مصطفى - فؤاد عاصم: من المجاهدين - شفيق الشايب - إبراهيم السيد - محمد التاجي - أحمد راتب - عزت البرشومي - سهير الحسينى - إبراهيم الدالي - عادل مصيلحي - أحمد عطية - أبو السعود عطية - فؤاد عطية - نبيل نور الدين: قسطنطين - زين العشماوي: فالنتين - ولاء فريد: صوفي | - مجدي مجاهد: ماريو - عادل أمين: بطرس - عصام مصطفى: القائد الروماني - محمد ممدوح مراد: نيكولاس - محمد ولاء الدين - رشدي عسكر - عثمان محمد علي - آمال سالم - محمد عبد الحليم - محمود الشاذلي - عاطف طنطاوي - أحمد حسين - عايدة فهمي - عنايات صالح - طارق دسوقي - مدحت غالي - أنور عبد المنعم - رشوان مصطفى - فتحية عبد الغني - إسلام فارس - عبد الله مشرف - عادل بدر الدين |

### إداريون
- جابر الشال: مادة تاريخية وسيناريو وحوار
- ممدوح مراد: سيناريو وحوار
- سيد موسى: سيناريو وحوار
- رياض العريان: سيناريو وحوار
- ممدوح مراد: مخرج
- إسماعيل الطلحاتي: ساعد في الإخراج
- حمدي الإبراشي: المخرج المنفذ
- مصطفى الشال: ساعد في الإخراج
- نيازي مصطفى: إخراج المعارك
- فتحي سليمان: المخرج المساعد